# Scott Adams (concepteur de jeux)
Pour les articles homonymes, voir Scott Adams (homonymie) et Adams.
Scott Adams, né le 10 juillet 1952 est un concepteur de jeux vidéo. Il est le cofondateur, avec son ex-épouse Alexis, de Adventure International, un des premiers éditeur de jeux pour ordinateurs domestiques.

## Biographie
Scott Adams est né à Miami en Floride et il vit actuellement à Platteville dans le Wisconsin, Scott Adams a été la première personne connue qui a créé un jeu d'aventure pour ordinateur personnel, en 1978 sur un RadioShack TRS-80 Model I de 16 kilooctets, écrit dans le langage de programmation BASIC.

## Jeux vidéo
- Adventureland (1978)[2]
- Pirate Adventure (1978-1979)[2]
- Secret Mission (1979)[3] (voir aussi: Mission: Impossible)
- Voodoo Castle (En collaboration avec Alexis Adams) (1979)[4],[2]
- Le Count (1979)[4]
- Strange Odyssey (1979)[5]
- Mystery Fun House (1979)[5]
- Pyramid of Doom (En collaboration avec Alvin Files) (1979)[6],[2]
- Ghost Town (1981)
- Savage Island, Partie I (1982)
- Savage Island, Part II (En collaboration avec Russ Wetmore) (1982)
- Golden Voyage (En collaboration avec William Demas) (1982)
- Sorcerer of Claymorgue Castle (1982)
- Return to Pirate's Isle (Exclusivement pour les TI-99/4A) (1983)
- Questprobe (série) :
  - Questprobe #1:The Hulk (1984)
  - Questprobe #2: Spider-Man (1984)
  - Questprobe #3: The Fantastic Four (1984)
- Les Aventures de Buckaroo Banzai (en collaboration avec Phillip Case) (1984)
- Return to Pirate's Island 2 (août 2000)
- The Inheritance (14 février 2013)